# Ahuacatlán kommun, Nayarit
Ahuacatlán är en kommun i Mexiko.   Den ligger i delstaten Nayarit, i den centrala delen av landet, 600 km väster om huvudstaden Mexico City.
Följande samhällen finns i Ahuacatlán:
- Ahuacatlán
- Marquezado
- Santa Cruz de Camotlán
- La Campana
- Las Guásimas